# Movimento de resistência
Movimento de resistência  é o conjunto de iniciativas levado a cabo por um grupo de pessoas  que defendem uma causa normalmente política, na luta contra um invasor em um país ocupado.
O termo pode também se referir a qualquer esforço organizado por defensores de um ideal comum contra uma autoridade constituída. Assim, movimentos de resistência podem incluir qualquer milícia ou guerrilha armada que luta contra uma autoridade, governo ou administração estabelecida ou imposta.
O oposto da resistência, isto é, a colaboração com o invasor, é chamado de colaboracionismo.

## Exemplos

### Pré-século XX
- António I de Portugal
- Carbonária
- Filhos da Liberdade
- Guerra da Luz Divina
- Remexido
- Rastafári[1]

### Segunda Guerra Mundial (antinazismo, antifascismo)
| - Abbé Pierre - Albert Camus - André Trocmé - Aristides de Sousa Mendes - Charles de Gaulle - Chiune Sugihara - Christian Pineau - Claus Schenk Graf von Stauffenberg | - Enver Hoxha - Frits Philips - Giorgio Perlasca - Helena da Grécia - Hannie Schaft - Irena Sendler - Jean Moulin | - Jean-Paul Sartre - Josip Broz Tito - Luiz Martins de Souza Dantas - Mildred Harnack - Mordechaj Anielewicz - Nancy Wake - Oskar Schindler |

|                                                            | |                                                                           |  |
| Bandeira do grupo antifascista italiano Arditi del Popolo. | Insígnia da 1ª divisão de infantaria da França Livre com a Cruz de Lorena, símbolo da resistência francesa. | Selo postal homenageando o grupo da resistência alemã Orquestra vermelha. |  |

### Contemporâneos
- Aung San Suu Kyi
- Frente Polisário
- Guerrilha iraquiana
- Liu Xiaobo
- Torcidas organizadas antifas[2]